# Chronicles (Mokadelic)
Chronicles, pubblicato il 17 giugno 2016 sui principali digital store, è un album doppio dei Mokadelic, suddiviso in due volumi, il primo di ispirazione post-rock e il secondo di ispirazione elettronica.
Dal 7 ottobre 2016 disponibile anche in formato cd e vinile (distr. Goodfellas).

## Tracce
Vol. 1:
1. Sleep One Eyed
2. Engel
3. Nest Memories
4. Funerary Flute
5. Stepchild
6. Dust Devil
7. Demos Cityzen
8. Star Creatures

Vol. 2:
1. Human Circuit
2. Raw Modules
3. Koenji
4. Plastic Child
5. Jelly Beans
6. Sonder
7. Food Computers
8. Waste

## Formazione

### Gruppo
- Alessio Mecozzi - chitarra, synth
- Cristian Marras - basso, synth
- Alberto Broccatelli - batteria
- Maurizio Mazzenga - chitarra
- Luca Novelli - piano, chitarra